# Faule Grete

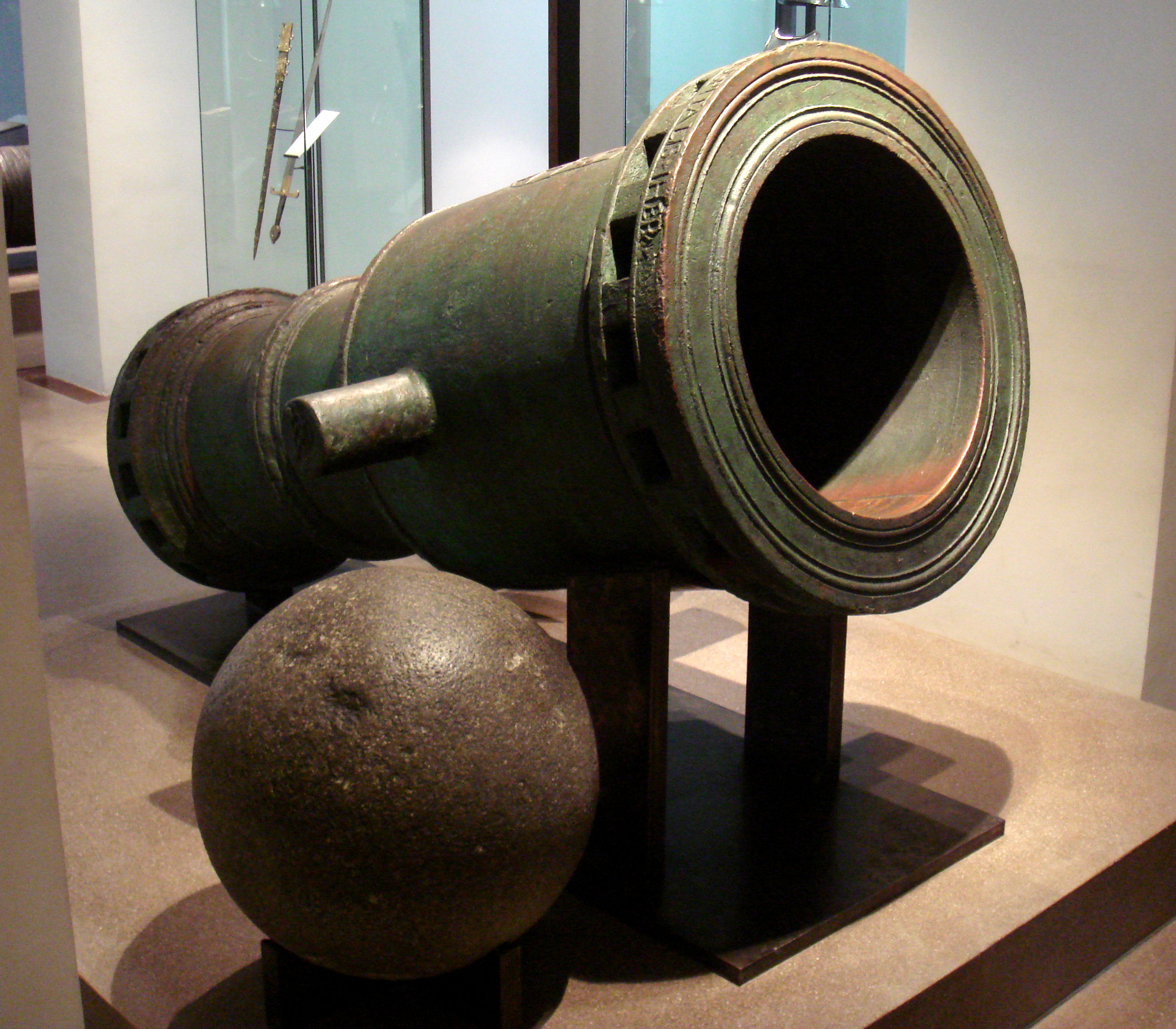
Bronzene Steinbüchse des Johanniterordens von 1480. Die Faule Grete war der Form nach ähnlich, allerdings größer.

Die Faule Grete von Marienburg war ein mittelalterliches Riesengeschütz des Deutschen Ordens.

## Geschichte
Die bronzene Steinbüchse wurde im Jahre 1409 im Gießhaus der Marienburg vom Geschützgießer Heynrich Dumechen gegossen. Nach Ausweis der Rechnungsbücher des Ordens kostete die Herstellung 278,5 Mark, was einem Gegenwert von ca. 1160 Ochsen entsprach.
Die Steinbüchse wurde 1413 dem Markgrafen Friedrich I. von Brandenburg ausgeliehen, der mit ihrer Hilfe innerhalb von drei Wochen den Widerstand der märkischen Ritterschaft brechen und so die Grundlage für den Aufstieg der Hohenzollern-Dynastie in Brandenburg legen konnte.
Die Faule Grete von Marienburg gehörte zu einer Reihe von Riesengeschützen, die im 15. Jahrhundert im Belagerungskrieg eingesetzt wurden, wozu die ebenfalls im Bronzeguss hergestellten Makefrede von Göttingen (1402), die Grose Bochse (ein weiteres Ordensgeschütz 1408), die Faule Mette von Braunschweig (1411) und der Erfurter Wirt (1447) sowie die geschmiedeten Stabringgeschütze Dulle Griet von Gent, Mons Meg und Pumhart von Steyr (1452) zu zählen sind.

## Technische Beschreibung
- Geschütztyp: Belagerungsgeschütz
- Geschützklasse: Riesengeschütze
- Bauart: Bronzeguss[5]
- Gesamtlänge: 250 cm
- Kammerlänge: 100 cm
- Kugeldurchmesser: 50 cm
- Kugelgewicht: 150–170 kg
- Gesamtgewicht: 4600 kg